# Kategoria Superiore
Kategoria Superiore je albánská nejvyšší fotbalová soutěž. Založena byla roku 1930. Po založení bylo součástí ligy 6 týmů. Ten se v roce 1998 navýšil na 16 a o rok později snížil na 14. V letech 2006-2011 v soutěži hrálo 12 týmů, poté do 2014 se 14 týmy a od sezóny 2014/15 soutěž hraje 10 týmů.

## Nejlepší kluby v historii - podle počtu titulů
| Vítězové nejvyšší ligové soutěže |        | |
| Klub                             | Tituly | Vítězné ročníky |
| KF Tirana                        | 26     | 1930, 1931, 1932, 1934, 1936, 1937, 1965, 1966, 1968, 1970, 1982, 1985, 1988, 1989, 1995, 1996, 1997, 1999, 2000, 2003, 2004, 2005, 2007, 2009, 2020, 2022 |
| KS Dinamo Tirana                 | 18     | 1950, 1951, 1952, 1953, 1955, 1956, 1960, 1967, 1973, 1975, 1976, 1977, 1980, 1986, 1990, 2002, 2008, 2010                                                 |
| KF Partizani Tirana              | 17     | 1947, 1948, 1949, 1954, 1957, 1958, 1959, 1961, 1963, 1964, 1971, 1979, 1981, 1987, 1993, 2019, 2023                                                       |
| KF Vllaznia Shkodër              | 9      | 1945, 1946, 1972, 1974, 1978, 1983, 1992, 1998, 2001 |
| KF Skënderbeu Korçë              | 8      | 1933, 2011, 2012, 2013, 2014, 2015, 2016, 2018 |
| KF Elbasani                      | 2      | 1984, 2006 |
| KS Teuta Durrës                  | 2      | 1994, 2021 |
| KF Egnatia Rrogozhinë            | 2      | 2024, 2025 |
| FK Kukësi                        | 1      | 2017 |
| KS Flamurtari Vlora              | 1      | 1991 |

## Mistři
- 1930: KF Tirana (1 titul)
- 1931: KF Tirana (2)
- 1932: KF Tirana (3)
- 1933: KF Skënderbeu Korçë (1)
- 1934: KF Tirana (4)
- 1936: KF Tirana (5)
- 1937: KF Tirana (6)
- 1945: KF Vllaznia (1)
- 1946: KF Vllaznia (2)
- 1947: KF Partizani Tirana (1)
- 1948: KF Partizani Tirana (2)
- 1949: KF Partizani Tirana (3)
- 1950: KS Dinamo Tirana (1)
- 1951: KS Dinamo Tirana (2)
- 1952: KS Dinamo Tirana (3)
- 1953: KS Dinamo Tirana (4)
- 1954: KF Partizani Tirana (4)
- 1955: KS Dinamo Tirana (5)
- 1956: KS Dinamo Tirana (6)
- 1957: KF Partizani Tirana (5)
- 1958: KF Partizani Tirana (6)
- 1959: KF Partizani Tirana (7)
- 1960: KS Dinamo Tirana (7)
- 1961: KF Partizani Tirana (8)
- 1962/63: KF Partizani Tirana (9)
- 1963/64: KF Partizani Tirana (10)
- 1964/65: KF Tirana (7)
- 1965/66: KF Tirana (8)
- 1966/67: KS Dinamo Tirana (8)
- 1968: KF Tirana (9)
- 1969/70: KF Tirana (10)
- 1970/71: KF Partizani Tirana (11)
- 1971/72: KF Vllaznia (3)
- 1972/73: KS Dinamo Tirana (9)
- 1973/74: KF Vllaznia (4)
- 1974/75: KS Dinamo Tirana (10)
- 1975/76: KS Dinamo Tirana (11)
- 1976/77: KS Dinamo Tirana (12)
- 1977/78: KF Vllaznia (5)
- 1978/79: KF Partizani Tirana (12)
- 1979/80: KS Dinamo Tirana (13)
- 1980/81: KF Partizani Tirana (13)
- 1981/82: KF Tirana (11)
- 1982/83: KF Vllaznia (6)
- 1983/84: KF Elbasani (1)
- 1984/85: KF Tirana (12)
- 1985/86: KS Dinamo Tirana (14)
- 1986/87: KF Partizani Tirana (14)
- 1987/88: KF Tirana (13)
- 1988/89: KF Tirana (14)
- 1989/90: KS Dinamo Tirana (15)
- 1990/91: KS Flamurtari Vlora (1)
- 1991/92: KF Vllaznia (7)
- 1992/93: KF Partizani Tirana (15)
- 1993/94: KS Teuta Durrës (1)
- 1994/95: KF Tirana (15)
- 1995/96: KF Tirana (16)
- 1996/97: KF Tirana (17)
- 1997/98: KF Vllaznia (8)
- 1998/99: KF Tirana (18)
- 1999/00: KF Tirana (19)
- 2000/01: KF Vllaznia (9)
- 2001/02: KS Dinamo Tirana (16)
- 2002/03: KF Tirana (20)
- 2003/04: KF Tirana (21)
- 2004/05: KF Tirana (22)
- 2005/06: KF Elbasani (2)
- 2006/07: KF Tirana (23)
- 2007/08: KS Dinamo Tirana (17)
- 2008/09: KF Tirana (24)
- 2009/10: KS Dinamo Tirana (18)
- 2010/11: KF Skënderbeu Korçë (2)
- 2011/12: KF Skënderbeu Korçë (3)
- 2012/13: KF Skënderbeu Korçë (4)
- 2013/14: KF Skënderbeu Korçë (5)
- 2014/15: KF Skënderbeu Korçë (6)
- 2015/16: titul odebrán
- 2016/17: FK Kukësi (1)
- 2017/18: KF Skënderbeu Korçë (7)
- 2018/19: KF Partizani Tirana (16)
- 2019/20: KF Tirana (25)
- 2020/21: KS Teuta Durrës (2)
- 2021/22: KF Tirana (26)
- 2022/23: KF Partizani (17)
- 2023/24: KF Egnatia Rrogozhinë (1)
- 2024/25: KF Egnatia Rrogozhinë (2)